# П. Кришнамурти
П. Кришнамурти (там. பி. கிருஷ்ணமூர்த்தி; 8 сентября 1943, Пумпухар, Британская Индия — 13 декабря 2020, Ченнаи) — индийский художник-постановщик
 и художник по костюмам
. Работал в более чем 55 фильмах на каннада, малаялам, тамильском, телугу, санскрите и английском языках. Пятикратный лауреат Национальной кинопремии.

## Биография
Родился в прибрежном городке Пумпухаре 8 сентября 1943 года. 
В 1960 году поступил в Государственном колледже изящных искусств Ченнаи и окончил его в 1966 году. Затем стал заниматься дизайном декораций для театральных постановок и танцевальных представлений.
Вошёл в киноиндустрию после встречи с режиссёром Г. В. Айером в конце 1960-х годов.
В его каннада-язычном фильме Hamsageethe (1975) Кришнамурти дебютировал как художник-постановщик.
После этого он работал с Айером в нескольких фильмах, таких как Adi Shankaracharya (1983), Madhvacharya (1986) и Ramanujacharya (1989). Madhvacharya принёс Кришнамурти его первую Национальную кинопремиию.
В конце 1980-х он стал сотрудничать с кинематографистами Кералы, начав с фильма Ленина Раджендрана Swathi Thirunal (1987). В дальнейшем работал художником-постановщиком в таких фильмах, как Vaisali (1988), Oru Vakakkan Veeragatha (1989) и Perumthachan (1991).
За свою работу он был пять раз удостоен кинопремии штата Керала.
А Oru Vadakkan Veeragatha принёс ему сразу две Национальные кинопремии: за работу художника-постановщика и за дизайн костюмов.
Хотя в тамильский кинематограф Кришнамурти вошёл ещё в 1983 году с фильмом Kann Sivanthaal Mann Sivakkum, на постоянной основе он стал работать в тамильских фильмах только после 1991 года. В этот период он сотрудничал с такими тамильскими режиссёрами, как Бхаратираджа в фильме Nadodi Thendral (1991), Балу Махендра — в Vanna Vanna Pookkal (1992) и Гнана Раджасекаран — в Bharathi (2000).
Последний принёс ему ещё две Национальные премии.
Он также получил Кинопремию штата Тамилнад за фильм Imsai Arasan 23rd Pulikecei в 2006 году. В 2009 году он работал с режиссёром Балой в фильме «Я — бог».
Некоторые из других его популярных тамильских фильмов включают Indira (1995), Sangamam (1999), Kutty (2000), Pandavar Bhoomi (2001), Azhagi (2001), Julie Ganapathi (2003).
Ramanujan, выпущенный в 2014 году, стал его последним фильмом.
Кришнамурти скончался из-за возрастных заболеваний вечером 13 декабря 2020 года в Ченнаи.